# Villy-le-Bois
Villy-le-Bois település Franciaországban, Aube megyében. Lakosainak száma 58 fő (2022. január 1.). Villy-le-Bois Assenay, Les Bordes-Aumont, Longeville-sur-Mogne, Maupas, Saint-Jean-de-Bonneval, La Vendue-Mignot, Villemereuil és Villy-le-Maréchal községekkel határos.

## Népesség
A település népessége az elmúlt években az alábbi módon változott:
| Lakosok száma | 47   | 37   | 36   | 60   | 63   | 58   | 55   | 56   | 57   | 58   |
|               | 1968 | 1982 | 1990 | 2006 | 2013 | 2015 | 2017 | 2019 | 2020 | 2022 |